# Гриффин, Дональд
Дональд Редфилд Гриффин (англ. Donald Redfield Griffin; 3 августа 1915, Саутгемптон, Нью-Йорк — 7 ноября 2003, Лексингтон, Массачусетс) — американский профессор зоологии различных университетов, биофизик, популяризатор науки, увлечённый натуралист. Ему принадлежат работы по изучению поведения животных, бионавигации, акустической ориентации и сенсорной биофизике. В 1938 году, во время обучения в Гарвардском университете, он занялся изучением методов навигации летучих мышей, развил теорию эхолокации.

## Биография
Дональд Гриффин родился 3 августа 1915 года в Саутгемптоне (штат Нью-Йорк).
Учился в Гарвардском университете, где получил последовательно степень бакалавра, магистра и доктора. Работал также в Корнеллском и Рокфеллеровском университетах.
В конце 1930-х годов, во время работы в Гарвардском университете, Дональд Гриффин вместе с Робертом Галамбосом изучал эхолокацию животных. Они использовали технологию Пирса для регистрации не слышимых человеком звуков, издаваемых летучими мышами. Учёные обнаружили, что летучие мыши используют звук, чтобы избегать препятствий, ловить насекомых. Эта способность сильно страдает или исчезает, если в ходе эксперимента летучим мышам закрыть рот или уши.
Профессор физики Ричард Фейнман, некоторое время проработавший в Корнеллском университете, так отзывался о Дональде Гриффине: «На зоологическом [работал] человек совсем уж замечательный — доктор Гриффин, доказавший, что летучие мыши ориентируются, используя эхо-сигналы».
Гриффин занимался также вопросом: каким образом перелётные птицы находят дорогу домой после тысячекилометрового пути. Характерно, что он выучился управлять самолётом и совершал многочасовые полёты, чтобы точнее проследить пути полёта птиц (чаек, буревестников, глупышей), обладающих, как почтовые голуби, способностью возвращаться к своему гнезду, даже если их увезти от него на большое расстояние.
В 1952 году Дональд Гриффин был избран членом Американской академии искусств и наук.
В 1958 году Национальная академия наук США наградила Гриффина медалью Даниэля Жиро Эллиота, а в 1960 году он был избран членом Национальной академии наук США.
В 1960 году получил стипендию Гуггенхайма.
Дональд Гриффин был директором института исследований поведения животных, сформированного в 1960 году в результате сотрудничества Рокфеллеровского университета и Нью-Йоркского зоологического общества (с 1993 года Общество сохранения дикой природы).
В 1986 году завершил работу в Рокфеллеровском университете и стал жителем города Лексингтон, штат Массачусетс. 7 ноября 2003 в возрасте 88 лет Дональд Гриффин скончался в своём доме. У него остались две дочери и сын.

## Публикации
- Listening in the Dark (1958)
- Echoes of Bats and Men (1959) Anchor Books (Doubleday). Library of Congress Catalog Card Number 59-12051
- Bird Migration: The Biology and Physics of Orientation Behaviour (1965) London: Heinemann
- Animal Thinking (1985) Harvard University Press. ISBN 0-674-03713-8
- Question of Animal Awareness (1976) ISBN 0-86576-002-0
- Animal Minds (1992)
- Animal Minds: Beyond Cognition to Consciousness (2001) ISBN 0-226-30865-0

### Книги Дональда Гриффина (на русском языке)
- Гриффин Д. Р. Эхо в жизни людей и животных. Пер. с англ. К. Э. Виллер. Под ред. М. А. Исаковича. — М.: Физматгиз, 1961. — 110 с.
- Гриффин Д. Р. Перелеты птиц: Биологические и физические аспекты ориентации. Пер. с англ. Б. Д. Васильева. Под ред. и с предисл. Г. П. Дементьева. — М.: Мир, 1966. — 164 с.
- Гриффин Д. Р., Новик Эл. Живой организм. Пер. с англ. Б. Д. Васильева. Под ред. Н. П. Наумова. — М.: Мир, 1973. — 281 с.